# Azoforbindelse
Azoforbindelser er stoffer, hvori der indgår den funktionelle gruppe R-N=N-R', hvor R og R' kan være enten aryl eller alkyl. IUPAC definerer azo forbindelse som: "Derivater af diazen (diimid), HN=NH, hvori begge hydrogener er substitueret af hydrocarbyl-gruppper, eksempelvis PhN=NPh azobenzen eller diphenyldiazen." Mere stabile derivater indeholder to arylgrupper. N=N-gruppen kaldes en azogruppe. Navnet azo kommer fra azote, der er det franske navn for nitrogen som er afledt af det græske a (ikke) og zoe (at leve).
De fleste farvede tekstiler og læderting er behandlet med azofarvestoffer og pigmenter.

## Azofarvestoffer
Azofarvestoffer (tjærefarvestoffer) anvendes i slik og sodavand.
I EU er 11 azofarvestoffer tilladte:
- Tartrazin E102
- Sunset Yellow FCF E110
- Azorubin E122
- Amaranth E123
- Ponceau 4R E124
- Red 2G E128
- Allura Red AC E129
- Black PN E151
- Brown FK E154
- Brown HT E155
- Rubinpigment E180

De er alle mistænkte for at være årsag til allergilignende symptomer som høfeber, nældefeber, diarré og astma. Tartrazin, Sunset Yellow, Azorubin og Ponceau 4R kan endvidere medføre hyperaktivitet hos børn.
Azo-farvestoffer i slik og læskedrikke kan gøre ellers helt raske børn til ADHD-patienter (også kaldet DAMP-børn). 